# 刘正夫
刘正夫（1062年—1117年），字德初，衢州人，宋朝政治人物。

## 生平
元丰八年（1085年），中进士。宋徽宗时，历任中书舍人、给事中、礼部侍郎。蔡京为相，他虽然和郑居中想要党附蔡京，但和蔡京政敌关系刘逵友善，于是出知河南府。后来入京为礼部尚书，尚书右丞、中书侍郎。政和六年（1116年），官拜少宰，半年后因病告归，不久去世。

## 身后
封康国公。赠太保，谥文宪，再赠太傅。

## 延伸阅读
[在维基数据编辑]
 《宋史/卷351》，出自脱脱《宋史》